# Рейдман, Олег Моисеевич
Олег Моисеевич Рейдман (рум. Oleg Reidman; род. 21 мая 1952, Кишинёв, Молдавская ССР, СССР) — молдавский политик, член парламента Республики Молдова. Один из лидеров Партии коммунистов Республики Молдова.
С 2002 по 2009 год работал экономическим советником Президента Республики Молдова Владимира Воронина.

## Биография
Олег Рейдман родился в 1952 году в Кишинёве в семье участников Великой Отечественной войны Моисея Шлёмовича Рейдмана и Хены Александровны Либерман. Окончил государственный университет в Воронеже, по профессии радиоптик.
В 1974—1977 годах служил в Советской Армии в качестве военного инженера.
В 1972 году стал членом КПСС. С 2003 года является членом Коммунистической партии Республики Молдова, входит в центральный комитет партии.
В 2005 и 2006 годах VIP Magazine включил Олега Рейдмана в топ «самых влиятельных молдаван» в 14 и 9 соответственно.
Неоднократно избирался депутатом парламента страны (2009—2019, с 2021).
Женат и имеет двух сыновей. Один из его сыновей, Роман, живет в Израиле. Владеет молдавским, французским и английским языками.

## Награды
- Медаль «МПА СНГ. 25 лет» (27 марта 2017 года, Межпарламентская ассамблея СНГ) — за заслуги в деле развития и укрепления парламентаризма, за вклад в развитие и совершенствование правовых основ функционирования Содружества Независимых Государств, укрепление международных связей и межпарламентского сотрудничества[15]